# Rhinolophus malayanus
Rhinolophus malayanus — вид рукокрилих родини Підковикові (Rhinolophidae).

## Поширення
Країни проживання: Камбоджа, Лаос, Малайзія (півострів Малайзія), М'янма, Таїланд, В'єтнам. Цей вид стійкий до деякого ступеня порушення середовища проживання. Житла лаштує в печерах. Мешкає в сільськогосподарських районах і вторинних лісах.

## Загрози та охорона
Немає серйозних загроз для цього виду. Зустрічається у ряді охоронних територій.